# Hystricia vultur
Hystricia vultur là một loài ruồi trong họ Tachinidae.